# Stanoje Glavaš
Stanoje Stamatović (srbsko Станоје Стаматовић, latinizirano: Stanoje Stamatović), znan kot Stanoje Glavaš (Станоје Главаш, Stanoje Glavaš), srbski hajduk in heroj prve srbske vstaje, * 21. februar 1763, † 15. februar 1815.

## Biografija
Rojen je bil v vasi Glibovac pri Smederevski Palanki očetu Dimitriju in materi Marici, ki sta se v Glibovac preselila iz gorske vasi pri Debru, bežeč pred turškim zatiralci. Za Stanojem sta bila rojena še brat Đoka in sestra Stana. Ko je bil Stanoje star komaj 14 let, so Turki okoli jeseni 1777 med pobiranjem davka njegovega očeta pred vso družino pretepli, da je obležal in nato umrl. Po očetovem pogrebu je mati poskušala rešiti Stanoja težkega dela na podeželju in ga dala v uk znancu Sreji, krojaču v Smederevski Palanki. Mati se je kasneje ponovno poročila s Petrom Stanićem, vdovcem z dvema otrokoma, in odšla z Đokom in Stano živet v Selevac. S Petrom je imela  še sina in hčerko.
Stanoju je šel uk dobro od rok. Pri Sreji se je poleg obrti naučil tudi brati in pisati,  Sreja pa mu je nato pomagal odpreti lastno obrt in mu prepustil nekaj strank. K njemu je kasneje prišel usnjar Borisav Petrović iz Negotinske krajine, s katerim sta pozneje skupaj odprla usnjarsko delavnico. Ker je šel obema posel dobro od rok, je Stanoje za pomočnika pripeljal brata Đoka in sestro Stano.

### Prva srbska vstaja
Stanoje se je odzval Karađorđevemu povabilu, naj se pridruži boju proti Turkom, ki so se mu pridružili tudi njegovi rojaki iz Glibovca. Njegovo prvo sodelovanje se je začelo ob osvajanju trdnjave Rudnik. Karađorđe ga je hitro vzljubil in Stanoje je postal njegova desna roka. V bojih pri Batočini je bil ranjen.
Odlikoval se je v bojih pri Deligradu in obleganju Beograda. V začetku septembra 1806 je z 2500 pešci, 500 konjeniki in enim lesenim okovanim topom osvobodil Prokuplje in že naslednji dan še Kuršumlijo.

### Obdobje po vstaji
Zaradi hajduške preteklosti, sodelovanja v prvi srbski vstaji in priljubljenosti med rajo je bil Glavaš ves čas pod nadzorom mož Sulejman-paše Skopljaka. Ti ljudje so ga po propadu Hadži-Prodanove vstaje po ukazu Sulejman paše 15. februarja 1815 ubili in mu odrezali glavo. Prvotno je bil pokopan v obcestnem jarku blizu vasi Baničina, kjer so ga ubili. Glavo so Turki odnesli na pregled k Sulejman-paši, potem pa je dolgo visela na drogu pred Stambolskimi vrati. Glava je potem izginila in bila pokopana skupaj s truplom. O tem, kako je bila glava pokopana, obstajata dve zgodbi. Po prvi jo je ponoči na skrivaj odnesla njegova polsestra Marija iz Dubone, po drugi pa je glavo odkupila njegova sestra Stana z delom Stanojevega zaklada. 
Leta 1902 so Baničani ustanovili Odbor za postavitev spomenika Stanoju Glavašu. Na dvorišču cerkve sv. Nadangela Gabrijela so mu zgradili kamnito grobnico in ga tam ponovno pokopali 26. maja 1902. Spomenik je dobro ohranjen in na njem piše:

                
Hristifor Obrenović je v pismu, ki ga je leta 1816 pisal svojemu stricu knezu Milošu Obrenoviću, omenil, da je bil "Karađorđe služabnik Stanoja Glavaša".

## Potomci
Stanoje ni imel otrok. Še vedno so živi potomci njegovega brata Petra, ki so po starem srbskem običaju svoj priimek spremenili v Petrović, in živijo v Smederevu. Stanojeva rodbina je povezana z rodbino Hajduk Veljka Petrovića, ker je Stanoje z njim poročil Petrovo hčer. Potomci Hajduk Veljka (Hajdukveljkovići) danes živijo v Smederevu.
V 30. letih prejšnjega stoletja je v Kruševcu živela Persida Radojković-Glavašević, vnukinja Stanojevega brata Milosava, ki je bil obrknez v Bivolju. Njeni trije sinovi Milan, Milivoje in Ljubomir so umrli v prvi svetovni vojni.

## Spomini na Stanoja Glavaša
Đura Jakšić je napisal dramo "Stanoje Glavaš". Zgodovinska drama je ena od treh Jakšićevih dram in jo še vedno uprizarjajo v mnogo gledališčih.
Leta 2005 je Miladin Stevanović izdal knjigo "Stanoje Glavaš" na 404 straneh. ISBN 978-86-7712-065-8. (založba "Knjiga komerc", Beograd).
V Glibovcu je spomenik Stanoju Glavašu.
Po njem se imenuje osnovna šola v Glibovcu.